# Kinga Głyk
Kinga Głyk (ur. 27 stycznia 1997 w Rydułtowach) – polska gitarzystka jazzowa (gitara basowa).
Jest córką wibrafonisty Irka Głyka. Od dwunastego roku życia występowała z ojcem (wibrafon) i bratem (perkusja) w rodzinnym zespole Głyk P.I.K. Trio.
W wieku 18 lat nagrała swój pierwszy własny album pt. Rejestracja. Po występach z własnym trio na Stuttgart Jazz Open Festival, a także Festival da Jazz w St. Moritz, w 2016 roku pojawił się drugi jej album zatytułowany Happy Birthday (rejestracja na żywo koncertu w Teatrze Ziemi Rybnickiej). Popularność i rozpoznawalność Kingi Głyk wzrosła, po opublikowaniu w serwisie internetowym YouTube, jej wersji utworu „Tears in Heaven” Erica Claptona. Przez dziennik heute Głyk została uznana za „wielką nadzieję europejskiego jazzu” , wkrótce podpisała kontrakt z dużą wytwórnią płytową.
W 2017 roku ukazał się jej trzeci album Dream, który nagrała z międzynarodowym kwartetem (w skład którego wchodzili saksofonista Tim Garland, pianista Nitai Hershkovits i perkusista Gregory Hutchinson). 
8 listopada 2017 roku wystąpiła na Leverkusen Jazz Days.
1 listopada 2019 roku Kinga Głyk wydała nakładem Warner Music swój czwarty album, Feelings,  w składzie trio (z Pawłem Tomaszewskim i Calvinem Rodgersem, częściowo poszerzony o klawiszowca Bretta Williamsa).